# Bibei
Bibei (kinesiska: 必背) är en köping i sydöstra Kina. Den ligger i Ruyuan autonoma härad för yao-folket i staden Shaoguan i provinsen Guangdong, omkring 210 kilometer norr om provinshuvudstaden Guangzhou. Antalet invånare är 3 807. Befolkningen består av 1 769 kvinnor och 2 038 män. Barn under 15 år utgör 18,0 %, vuxna 15-64 år 72 %, och äldre över 65 år 9,0 %.